# Інферно (фільм, 2016)
«Інферно» (англ. Inferno) — американський містичний пригодницький трилер режисера Рона Говарда, що вийшов 2016 року. Стрічка знята на основі однойменного роману Дена Брауна і є продовженням фільмів «Код да Вінчі» (2006) та «Ангели і демони» (2009). У головних ролях Том Генкс, Фелісіті Джонс, Омар Сі.
Вперше фільм продемонстрували 8 жовтня 2016 року у Флоренції, Італія, а в Україні у широкому кінопрокаті показ фільму розпочався 13 жовтня 2016 року.

## Сюжет
Роберт Ленгдон прокидається в лікарняній палаті у Флоренції, проте він не пам'ятає, як туди потрапив і що взагалі робить в Італії. Згодом виявляється, що на нього полюють і він рятується з допомогою лікаря Сієнни Брукс. Тепер професору Ленгдону належить дізнатися, що з ним сталося і чому за ним полюють.

## У ролях
| Актор                | Персонаж        | Роль                                                 |
| -------------------- | --------------- | ---------------------------------------------------- |
| Том Генкс            | Роберт Ленгдон  | професор історії мистецтв Гарвардського університету |
| Фелісіті Джонс       | Сієнна Брукс    | лікарка                                              |
| Омар Сі              | Крістоф Бушар   | командир групи                                       |
| Бен Фостер           | Бертран Цобріст | вчений-трансгуманіст                                 |
| Ірфан Хан            | Гаррі Сімс      | голова Консорціуму                                   |
| Сідсе Бабетт Кнудсен | Елізабет Сінскі | голова ВООЗ                                          |
| Пол Ріттер           | Арбогаст        | технік                                               |
| Ана Улару            | Ваєнта          | агентка Консорціуму                                  |

## Створення фільму

### Творча група
- Кінорежисер — Рон Говард
- Сценарист — Девід Кепп
- Кінопродюсери — Майкл Де Лука, Андреа Джіанетті і Браян Грейзер
- Виконавчі продюсери — Ден Браун, Вільям М. Коннор, Анна Калп і Девід Б. Гаузголтер
- Композитор — Ганс Ціммер
- Кінооператор — Сальваторе Тотіно
- Кіномонтаж — Том Елкінс
Деніел П. Генлі
- Підбір акторів — Ніна Ґолд
- Художник-постановник — Пітер Венгем
- Артдиректори — Бенс Ерделі, Жужа Кісмарті-Лехнер, Філ Сімс і Мартон Ворос
- Художник по костюмах — Джуліан Дей[11].

### Виробництво
Про плани екранізувати роман Дена Брауна компанія «Sony Pictures» повідомила у липні 2013 року: роботу над проєктом продовжували режисер Рон Говард і виконавець головної ролі Том Генкс, над адаптацією сценарію працював Девід Кепп, а продюсуванням зайнялася компанія «Imagine Entertainment». У серпні 2014 року було досягнута остаточна домовленість, знімання мало розпочатися у квітні 2015 року в Італії. У лютому 2015 року «Sony Pictures» затвердила Фелісіті Джонс, Омара Сі, Ірфана Хана, Сідсе Бабет Кнудсен як акторів у фільмі.
Знімання розпочали 27 квітня 2015 року у Венеції, Італія і завершили 21 липня 2015 року, про що на своїй сторінці у Twitter'і повідомив Рон Говард. Дата виходу у широкий прокат у США була встановлена на 18 грудня 2015 року, проте була перенесена на 14 жовтня 2016 року, щоб уникнути одночасного виходу із фільмом «Зоряні війни: Пробудження Сили». У лютому 2016 року дата виходу у США знову була змінена — 28 жовтня 2016 року.

## Сприйняття

### Оцінки і критика
Фільм отримав змішано-погані відгуки: Rotten Tomatoes дав оцінку 20 % на основі 198 відгуків від критиків (середня оцінка 4,5/10) і 41 % від глядачів зі середньою оцінкою 3,0/5 (24 857 голосів). Загалом на сайті фільм має погані оцінки, фільму зарахований «гнилий помідор» від кінокритиків і «розсипаний попкорн» від глядачів, Metacritic — 42/100 (47 відгуків критиків) і 5,6/10 від глядачів (78 голосів). Загалом на цьому ресурсі від критиків і від глядачів фільм отримав змішані відгуки, IGN — 4,0/10 (поганий), Internet Movie Database — 6,4/10 (38 599 голосів).
Українська кінокритик Надія Заварова у своїй рецензії на фільм написала, що «Інферно» так і залишився обіцянкою казки, як кімната з прекрасним видом. Ти можеш скільки завгодно насолоджуватися пейзажем, що відкривається з вікна, але ніколи не вийдеш на вулицю». Олексій Бондарев, оглядаючи фільм на сайті «Новое Время», написав, що: «сильно спростивши сюжет, режисер перетворив трилер Брауна на звичайний детектив середньої руки. Дивитися його, відверто кажучи, не дуже цікаво. А спроба спорудити в кінці типовий голлівудський хепі-енд взагалі прибирає з фільму залишки "браунщини"». Олена Макаєва в інтернет-виданні «Cineast» написала, що «тягучий сюжет урешті-решт доповзає до своєї кульмінації, де трилер перевертається догори дриґом, і з екрану світиться крива посмішка комедії — клішовані моменти не можуть не викликати сміх».

### Касові збори
Під час показу в Україні, що розпочався 13 жовтня 2016 року, протягом першого тижня на фільм було продано 237 827 квитків, фільм був показаний у 266 кінотеатрах і зібрав 18 211 140 ₴, або ж 707 347 $, що на той час дозволило йому зайняти 1 місце серед усіх прем'єр.
Під час показу у США, що розпочався 28 жовтня 2016 року, протягом першого тижня фільм був показаний у 3 576 кінотеатрах і зібрав 15 000 000 $, що на той час дозволило йому зайняти 2 місце серед усіх прем'єр. Станом на 1 грудня 2016 року показ фільму триває 35 днів (5 тижнів), зібравши за цей час у прокаті у США 33 850 076 доларів США, а у решті світу 181 749 811 $ (за іншими даними 180 895 425 $), тобто загалом 215 599 887 доларів США (за іншими даними 214 745 501 $) при бюджеті 75 млн доларів США.

## Музика
Музику до фільму «Інферно» написав і виконав Ганс Ціммер, саундтрек вийшов 14 жовтня 2016 року на лейблі «Sony Masterworks».
| Список треків | Список треків                                                          | Список треків |
| #             | Назва                                                                  | Тривалість    |
| ------------- | ---------------------------------------------------------------------- | ------------- |
| 1.            | «May Be Pain Can Save Us» (укр. Може бути біль може врятувати нас)     | 3:02          |
| 2.            | «Cerco Trova»                                                          | 3:17          |
| 3.            | «I'm Feeling A Tad Vulnerable» (укр. Я відчуваю себе трохи вразливим)  | 2:08          |
| 4.            | «Seek And Find» (укр. Шукайте і знайдете)                              | 2:03          |
| 5.            | «Professor» (укр. Професор)                                            | 4:26          |
| 6.            | «Venice» (укр. Венеція)                                                | 5:44          |
| 7.            | «Via Dolorosa #12 Apartment 3C» (укр. вул. Віа Долороса 12, номер 3Ц)  | 4:20          |
| 8.            | «Vayentha» (укр. Ваєнта)                                               | 4:38          |
| 9.            | «Remove Langdon» (укр. Прибрати Ленґдона)                              | 3:17          |
| 10.           | «Doing Nothing Terrifies Me» (укр. Ніщо не лякає мене)                 | 3:24          |
| 11.           | «A Minute To Midnight» (укр. Хвилина до півночі)                       | 1:52          |
| 12.           | «The Cistern» (укр. Клуб «Цистерна»)                                   | 6:43          |
| 13.           | «Beauty Awakens The Soul To Act» (укр. Краса пробуджує душу до дії)    | 5:58          |
| 14.           | «Elizabeth» (укр. Елізабет)                                            | 4:33          |
| 15.           | «The Logic Of Tyrants» (укр. Логіка тиранів)                           | 5:07          |
| 16.           | «Life Must Have Its Mysteries» (укр. Життя повинне мати свої таємниці) | 3:54          |
| 17.           | «Our Own Hell On Earth» (укр. Наше власне пекло на Землі)              | 6:19          |
| 1:10:45       |                                                                        |               |

## Виноски
1. 1 2 3 4 5 6 7 8 9 10 11 12 13 14 15  ČSFD — 2001.
2. ↑  Production Designer // Peter Wenham - IMDb
3. ↑  Inferno (англ.). British Board of Film Classification. Архів оригіналу за 25 грудня 2016. Процитовано 30 вересня 2016.
4. 1 2  Inferno: Release Info (англ.). Internet Movie Database. Архів оригіналу за 15 листопада 2016. Процитовано 12 жовтня 2016.
5. 1 2  Інферно. Kino-teatr.ua. Архів оригіналу за 2 січня 2016. Процитовано 18 лютого 2016.
6. 1 2  Dave McNary (16 жовтня 2016). Tom Hanks’ ‘Inferno’ Opens With $50 Million Internationally (англ.). Variety. Архів оригіналу за 17 жовтня 2016. Процитовано 18 жовтня 2016.
7. 1 2 3 4  Inferno (англ.). Box Office Mojo. Архів оригіналу за 18 листопада 2016. Процитовано 5 грудня 2016.
8. 1 2 3 4  Inferno (2016) (англ.). The Numbers. Архів оригіналу за 20 листопада 2016. Процитовано 5 грудня 2016.
9. ↑  Inferno (2016) (англ.). AllMovie. Архів оригіналу за 12 жовтня 2016. Процитовано 12 жовтня 2016.
10. ↑  Кінопрем'єри тижня: "Микита Кожум'яка", "Інферно" та інші. Дзеркало тижня. Україна. 13 жовтня 2016. Архів оригіналу за 15 жовтня 2016. Процитовано 15 жовтня 2016.
11. ↑  Inferno: Full Cast & Crew (англ.). Internet Movie Database. Архів оригіналу за 1 листопада 2016. Процитовано 18 лютого 2016.
12. 1 2  Gregg Kilday (16 липня 2013). Sony Sets Release Date for Film Adaptation of Dan Brown's 'Inferno' (англ.). The Hollywood Reporter. Архів оригіналу за 22 липня 2015. Процитовано 18 лютого 2016.
13. ↑  Mike Fleming Jr (26 серпня 2014). Sony Pictures Locks Tom Hanks, Ron Howard For April ‘Inferno’ Start (англ.). Deadline.com. Архів оригіналу за 29 квітня 2015. Процитовано 18 лютого 2016.
14. ↑  Patrick Hipes (17 лютого 2015). Robert Langdon Pic ‘Inferno’ Adds Omar Sy & More As Cast Goes Global (англ.). Deadline.com. Архів оригіналу за 18 лютого 2015. Процитовано 18 лютого 2016.
15. ↑  Silas Lesnik (27 квітня 2015). Production Begins on Ron Howard’s Da Vinci Code Sequel, Inferno (англ.). Comingsoon.net. Архів оригіналу за 1 травня 2015. Процитовано 18 лютого 2016.
16. ↑  Ron Howard [@RealRonHoward] (21 липня 2015). Wrapped #InfernoMovie and now heading into the editing rooms (Твіт)  (англ.). Архів оригіналу за 30 серпня 2015. Процитовано 18 лютого 2016 — через Твіттер.
17. ↑  Jeff Sneider (9 жовтня 2014). Tom Hanks, Ron Howard’s ‘Inferno’ Moves Off ‘Star Wars: Episode VII’ Release Date (англ.). TheWrap. Архів оригіналу за 21 квітня 2015. Процитовано 18 лютого 2016.
18. ↑  Brian Gallagher (17 лютого 2016). The Ring Sequel Rings Gets a New Halloween Release Date (англ.). MovieWeb. Архів оригіналу за 22 вересня 2016. Процитовано 15 жовтня 2016.
19. ↑  Inferno (англ.). Rotten Tomatoes. Архів оригіналу за 29 листопада 2016. Процитовано 5 грудня 2016.
20. ↑  Inferno (англ.). Metacritic. Архів оригіналу за 14 жовтня 2016. Процитовано 5 грудня 2016.
21. ↑  Leigh Singer (12 жовтня 2016). Inferno review (англ.). IGN.com. Архів оригіналу за 13 жовтня 2016. Процитовано 14 жовтня 2016.
22. ↑  Inferno (англ.). Internet Movie Database. Архів оригіналу за 5 грудня 2016. Процитовано 5 грудня 2016.
23. ↑  Надія Заварова (14 жовтня 2016). «Інферно»: фейспалм у пеклі. Cultprostir. Архів оригіналу за 14 жовтня 2016. Процитовано 14 жовтня 2016. [Архівовано 14 жовтня 2016 у Wayback Machine.]
24. ↑  Олексій Бондарев (13 жовтня 2016). Кінець кінця світу. Рецензія на інтелектуальний трилер Інферно. Новое Время. Архів оригіналу за 16 жовтня 2016. Процитовано 16 жовтня 2016.
25. ↑  Олена Макаєва (19 жовтня 2016). Інферно / Рецензія. «Cineast». Архів оригіналу за 19 жовтня 2016. Процитовано 19 жовтня 2016. [Архівовано 19 жовтня 2016 у Wayback Machine.]
26. ↑  Олексій Першко (18 жовтня 2016). Бокс-Офіс 41 (2016): Рекорди Кожум'яки. Kino-teatr.ua. Архів оригіналу за 20 жовтня 2016. Процитовано 19 жовтня 2016.
27. ↑  Inferno — Ukraine Weekend Box Office (англ.). Box Office Mojo. Архів оригіналу за 20 жовтня 2016. Процитовано 18 жовтня 2016.
28. ↑  Inferno (Original Motion Picture Soundtrack) (англ.). Allmusic. Архів оригіналу за 30 жовтня 2016. Процитовано 29 жовтня 2016.
29. ↑  filmmusicreporter (11 серпня 2016). Ron Howard’s ‘Inferno’ Soundtrack Details (англ.). Film Music Reporter. Архів оригіналу за 4 листопада 2016. Процитовано 29 жовтня 2016.